# الطواف العالمي لكرة المضرب النسائية برعاية الاتحاد الدولي لكرة المضرب – 2019 (يناير–مارس)
جولة الاتحاد الدولي لكرة المضرب العالمية للنساء هي نسخة عام 2019 من الجولة الثانية في لعبة كرة المضرب للمحترفات. تنظمها الاتحاد الدولي لكرة المضرب وهي درجة أقل من جولة رابطة محترفات التنس. يتضمن الطواف العالمي لكرة المضرب النسائية برعاية الاتحاد الدولي لكرة المضرب بطولات بجوائز مالية تتراوح من $15،000 إلى $100،000.

## المواسم
| مواسم الطواف العالمي لكرة المضرب النسائية برعاية الاتحاد الدولي لكرة المضرب | مواسم الطواف العالمي لكرة المضرب النسائية برعاية الاتحاد الدولي لكرة المضرب | مواسم الطواف العالمي لكرة المضرب النسائية برعاية الاتحاد الدولي لكرة المضرب | مواسم الطواف العالمي لكرة المضرب النسائية برعاية الاتحاد الدولي لكرة المضرب | مواسم الطواف العالمي لكرة المضرب النسائية برعاية الاتحاد الدولي لكرة المضرب | مواسم الطواف العالمي لكرة المضرب النسائية برعاية الاتحاد الدولي لكرة المضرب | مواسم الطواف العالمي لكرة المضرب النسائية برعاية الاتحاد الدولي لكرة المضرب | مواسم الطواف العالمي لكرة المضرب النسائية برعاية الاتحاد الدولي لكرة المضرب | مواسم الطواف العالمي لكرة المضرب النسائية برعاية الاتحاد الدولي لكرة المضرب | مواسم الطواف العالمي لكرة المضرب النسائية برعاية الاتحاد الدولي لكرة المضرب |
| تسعينيات القرن العشرين                                                      | تسعينيات القرن العشرين                                                      | تسعينيات القرن العشرين                                                      | تسعينيات القرن العشرين                                                      | تسعينيات القرن العشرين                                                      | تسعينيات القرن العشرين                                                      | تسعينيات القرن العشرين                                                      | تسعينيات القرن العشرين                                                      | تسعينيات القرن العشرين                                                      | تسعينيات القرن العشرين                                                      |
| --------------------------------------------------------------------------- | --------------------------------------------------------------------------- | --------------------------------------------------------------------------- | --------------------------------------------------------------------------- | --------------------------------------------------------------------------- | --------------------------------------------------------------------------- | --------------------------------------------------------------------------- | --------------------------------------------------------------------------- | --------------------------------------------------------------------------- | --------------------------------------------------------------------------- |
| 1994                                                                        | 1995                                                                        | 1995                                                                        | 1996                                                                        | 1997                                                                        | 1998                                                                        | 1999                                                                        |                                                                             |                                                                             |                                                                             |
| العقد الأول من القرن 21                                                     |                                                                             |                                                                             |                                                                             |                                                                             |                                                                             |                                                                             |                                                                             |                                                                             |                                                                             |
| 2000                                                                        | 2001                                                                        | 2002                                                                        | 2003                                                                        | 2004                                                                        | 2005                                                                        | 2006                                                                        | 2007                                                                        | 2008 الربع الأول · الربع الثاني · الربع الثالث                              | 2009                                                                        |
| العقد الثاني من القرن 21                                                    |                                                                             |                                                                             |                                                                             |                                                                             |                                                                             |                                                                             |                                                                             |                                                                             |                                                                             |
| 2010 الربع الأول · الربع الثاني · الربع الثالث · الربع الرابع               | 2011 الربع الأول · الربع الثاني · الربع الثالث · الربع الرابع               | 2012 الربع الأول · الربع الثاني · الربع الثالث · الربع الرابع               | 2013 الربع الأول · الربع الثاني · الربع الثالث · الربع الرابع               | 2014 الربع الأول · الربع الثاني · الربع الثالث · الربع الرابع               | 2015 الربع الأول · الربع الثاني · الربع الثالث · الربع الرابع               | 2016 الربع الأول · الربع الثاني · الربع الثالث · الربع الرابع               | 2017 الربع الأول · الربع الثاني · الربع الثالث · الربع الرابع               | 2018 الربع الأول · الربع الثاني · الربع الثالث · الربع الرابع               | 2019 الربع الأول · الربع الثاني · الربع الثالث · الربع الرابع               |
| العقد الثالث من القرن 21                                                    |                                                                             |                                                                             |                                                                             |                                                                             |                                                                             |                                                                             |                                                                             |                                                                             |                                                                             |
| 2020 الربع الأول · الربع الثاني · الربع الثالث · الربع الرابع               | 2021 الربع الأول · الربع الثاني · الربع الثالث · الربع الرابع               | 2022 الربع الأول · الربع الثاني · الربع الثالث · الربع الرابع               | 2023 الربع الأول · الربع الثاني · الربع الثالث · الربع الرابع               | 2024 الربع الأول · الربع الثاني · الربع الثالث · الربع الرابع               | 2025 الربع الأول · الربع الثاني · الربع الثالث · الربع الرابع               |                                                                             |                                                                             |                                                                             |                                                                             |

## المفتاح
| الفئات      |
| بطولات W100 |
| بطولات W80  |
| بطولات W60  |
| بطولات W25  |
| بطولات W15  |

## الأشهر

### يناير
| الأسبوع   | البطولة                                                                                              | الفائزات                                                                       | الوصيفات                                                                       | المتأهلات لنصف النهائي                                                         | المتأهلات لربع النهائي                                                         |                                                                                |                                                                                |
| --------- | --- | ------------------------------------------------------------------------------ | ------------------------------------------------------------------------------ | ------------------------------------------------------------------------------ | ------------------------------------------------------------------------------ | ------------------------------------------------------------------------------ | ------------------------------------------------------------------------------ |
| 31 ديسمبر | بطولة مدينة بلايفورد الدولية للتنس بلايفورد، أستراليا ملعب صلب W25 قرعة المباريات الفردية والزوجية   | آنا كالينسكايا 6–4، 6–4                                                        | يلينا ريباكينا                                                                 | كلوي باكيوت كاتي سوان                                                          | أليونا بولسوفا زادوينوف مارينا زانيفسكا كايلاه مكفي غابرييلا تايلور            |                                                                                |                                                                                |
| 31 ديسمبر | بطولة مدينة بلايفورد الدولية للتنس بلايفورد، أستراليا ملعب صلب W25 قرعة المباريات الفردية والزوجية   | جوليا جاتو مونتيكوني أناستازيا جريمالسكا 6–2، 6–3                              | آمبر مارشال لولو صن                                                            | كلوي باكيوت كاتي سوان                                                          | أليونا بولسوفا زادوينوف مارينا زانيفسكا كايلاه مكفي غابرييلا تايلور            |                                                                                |                                                                                |
| 31 ديسمبر | دورة الاتحاد الدولي للتنس للسيدات – هونغ كونغ هونغ كونغ ملعب صلب W25 قرعة المباريات الفردية والزوجية | داريا لوبيتسكا 6–4، 6–2                                                        | باربورا شتيفكوفا                                                               | ليانغ إن شو مونيكا كيلناروفا                                                   | فالنتيني جراماتيكوبولو مويكا أوجيما جونري ناميجاتا ماي مينوكوشي                |                                                                                |                                                                                |
| 31 ديسمبر | دورة الاتحاد الدولي للتنس للسيدات – هونغ كونغ هونغ كونغ ملعب صلب W25 قرعة المباريات الفردية والزوجية | ميكايلا كرايتشيك باربورا شتيفكوفا 6–4، 6–7(3–7)، [12–10]                       | تشين بيه شوان وو فانغ هسين                                                     | ليانغ إن شو مونيكا كيلناروفا                                                   | فالنتيني جراماتيكوبولو مويكا أوجيما جونري ناميجاتا ماي مينوكوشي                |                                                                                |                                                                                |
| 7 يناير   | ITF Women's Circuit – هونغ كونغ هونغ كونغ ملعب صلب W25 قرعة المباريات الفردية والزوجية               | داريا لوباتيكا 4–6، 3–6                                                        | ما شويوي                                                                       | تشالا بويوكاكاتشاي تشهيرو موراماتسو                                            | ماي مينوكوشي جاكلين كاباج أواد ريسا أوزاكي باربورا شتيفكوفا                    |                                                                                |                                                                                |
| 7 يناير   | ITF Women's Circuit – هونغ كونغ هونغ كونغ ملعب صلب W25 قرعة المباريات الفردية والزوجية               | تشين بي -هسوان وو فانغ هسين 3–6، 3–6                                           | روبو كاجيتاني هيروكو كواتا                                                     | تشالا بويوكاكاتشاي تشهيرو موراماتسو                                            | ماي مينوكوشي جاكلين كاباج أواد ريسا أوزاكي باربورا شتيفكوفا                    |                                                                                |                                                                                |
| 7 يناير   | فور دو فرانس، مارتينيك، فرنسا ملعب صلب W15 قرعة المباريات الفردية والزوجية                           | فلاديكا بابيتش 4–6، 2–6                                                        | أليس توبيلو                                                                    | كارين كينيل إميلي أبلتون                                                       | آنا صوفيا سانشيز ألكسندرا أوزبورن ألكسندرا بيتاك إيليني كوردوليمي              |                                                                                |                                                                                |
| 7 يناير   | فور دو فرانس، مارتينيك، فرنسا ملعب صلب W15 قرعة المباريات الفردية والزوجية                           | إيليني كوردوليمي أليس توبيلو 3–6، 7–5، [4–10]                                  | إميلي أبلتون دالينا هيويت                                                      | كارين كينيل إميلي أبلتون                                                       | آنا صوفيا سانشيز ألكسندرا أوزبورن ألكسندرا بيتاك إيليني كوردوليمي              |                                                                                |                                                                                |
| 7 يناير   | المنستير، تونس ملعب صلب W15 قرعة المباريات الفردية والزوجية                                          | أناستاسيا كوماردينا 4–6، 1–6                                                   | أنجيليكا موراتيلي                                                              | كلوديا هوستي فيرير آنا سيسكوفا                                                 | فانسيان ريمي باولا كانيا كارولينا بيرانتكوفا ميريام بيوركلاند                  |                                                                                |                                                                                |
| 7 يناير   | المنستير، تونس ملعب صلب W15 قرعة المباريات الفردية والزوجية                                          | كارولينا بيرانتكوفا تايسيا باتشكاليفا 2–6، 3–6                                 | روكسندرا شيش جنتيه تيلبرجر                                                     | كلوديا هوستي فيرير آنا سيسكوفا                                                 | فانسيان ريمي باولا كانيا كارولينا بيرانتكوفا ميريام بيوركلاند                  |                                                                                |                                                                                |
| 14 يناير  | بيتي-بور، غوادلوب، فرنسا ملعب صلب W25 قرعة المباريات الفردية والزوجية                                | أورزولا رادفانسكا 1–6، 6–2، 1–6                                                | آنا صوفيا سانشيز                                                               | كوين جليسون أليز ليم                                                           | ناتاليا كوستيتش رشيدة مكدو جودي بوراج كيليا لي بيهان                           |                                                                                |                                                                                |
| 14 يناير  | بيتي-بور، غوادلوب، فرنسا ملعب صلب W25 قرعة المباريات الفردية والزوجية                                | كوين جليسون لويزا ستيفاني 5–7، 4–6                                             | فلاديكا بابيتش روزالي فان دير هوك                                              | كوين جليسون أليز ليم                                                           | ناتاليا كوستيتش رشيدة مكدو جودي بوراج كيليا لي بيهان                           |                                                                                |                                                                                |
| 14 يناير  | سنغافورة ملعب صلب W25 قرعة المباريات الفردية والزوجية                                                | أنكيتا راينا 3–6، 2–6                                                          | أرانتشا روس                                                                    | غريت مينين كوني بيرين                                                          | باربارا هاس ريتشل هوجينكامب كرامي نارا سابينا شاريبوفا                         |                                                                                |                                                                                |
| 14 يناير  | سنغافورة ملعب صلب W25 قرعة المباريات الفردية والزوجية                                                | كويرين ليموين أرانتشا روس 2–6، 4–6                                             | تشين بي-هسيون وو فانغ-هسيين                                                    | غريت مينين كوني بيرين                                                          | باربارا هاس ريتشل هوجينكامب كرامي نارا سابينا شاريبوفا                         |                                                                                |                                                                                |
| 14 يناير  | دايتونا بيتش، الولايات المتحدة ملعب ترابي W25 قرعة المباريات الفردية والزوجية                        | آنا بوندار 7–6(3–7)، 6–7(5–7)، 5–7                                             | فرانسواز أبندا                                                                 | ريناتا زارازوا غريس مين                                                        | لويزا تشيريكو يلينا إن-ألبون سيندي برغر ماري بينوا                             |                                                                                |                                                                                |
| 14 يناير  | دايتونا بيتش، الولايات المتحدة ملعب ترابي W25 قرعة المباريات الفردية والزوجية                        | آنا بوندار ألريكك إيكري 3–6، 7–5، [9–11]                                       | هيلي بابتيست أمينة بيكتاس                                                      | ريناتا زارازوا غريس مين                                                        | لويزا تشيريكو يلينا إن-ألبون سيندي برغر ماري بينوا                             |                                                                                |                                                                                |
| 14 يناير  | المنستير، تونس ملعب صلب W15 قرعة المباريات الفردية والزوجية                                          | أناستاسيا كوماردينا 6–1، 6–0                                                   | فيونا جانز                                                                     | لوسيا برونزيتي ميريام بيوركلاند                                                | بولا كانيا ايبك سويلو غوزال عينيتدينوفا كارولينا برانكوفا                      |                                                                                |                                                                                |
| 14 يناير  | المنستير، تونس ملعب صلب W15 قرعة المباريات الفردية والزوجية                                          | ايبك سويلو تشانغ يينغ 6–3، 6–3                                                 | كلوديا هوستي فيرر جوليا تيرزييسكا                                              | لوسيا برونزيتي ميريام بيوركلاند                                                | بولا كانيا ايبك سويلو غوزال عينيتدينوفا كارولينا برانكوفا                      |                                                                                |                                                                                |
| 14 يناير  | أنطاليا، تركيا ملعب ترابي W15 قرعة المباريات الفردية والزوجية                                        | اِيبِك أوز ضد جيبك كولامباييفا تم إلغاء نهائي الفردي بسبب سوء الأحوال الجوية     | اِيبِك أوز ضد جيبك كولامباييفا تم إلغاء نهائي الفردي بسبب سوء الأحوال الجوية     | فرانسيسكا جونز ناهو ساتو                                                       | فاندا لوكاش كاناكو موريساكي أياكا أوكونو فلادا إكشيبروفا                       |                                                                                |                                                                                |
| 14 يناير  | أنطاليا، تركيا ملعب ترابي W15 قرعة المباريات الفردية والزوجية                                        | كاناكو موريساكي أياكا أوكونو 6–2، 6–2                                          | فلادا إكشيبروفا جوليا ستاماتوفا                                                | فرانسيسكا جونز ناهو ساتو                                                       | فاندا لوكاش كاناكو موريساكي أياكا أوكونو فلادا إكشيبروفا                       |                                                                                |                                                                                |
| 21 يناير  | بطولة بيرني الدولية بيرني، أستراليا ملعب صلب W60 فردي – زوجي                                         | بيليندا وولكوك 7–6(7–3)، 7–6(7–4)                                              | باولا بادوسا جبيرت                                                             | سارا سوريبس تورمو إيكاترين جورجودزي                                            | جورجينا غارسيا بيريز وانغ شي يو ليزيت كابريرا سيلفيا سولير إسبينوزا            |                                                                                |                                                                                |
| 21 يناير  | بطولة بيرني الدولية بيرني، أستراليا ملعب صلب W60 فردي – زوجي                                         | إيلين بيريز أرينا روديونوفا 6–4، 6–3                                           | إيرينا خروماتشيفا مارينا زانيفسكا                                              | سارا سوريبس تورمو إيكاترين جورجودزي                                            | جورجينا غارسيا بيريز وانغ شي يو ليزيت كابريرا سيلفيا سولير إسبينوزا            |                                                                                |                                                                                |
| 21 يناير  | بطولة أندريزيو-بوتيون 42 المفتوحة أندريزيو-بوتيون، فرنسا ملعب صلب (indoor) W60 فردي – زوجي           | ريبيكا سرامكوفا 6–2، 6–7(4–7)، 6–2                                             | أودري ألبي                                                                     | بولونا هيركوج إيزابيلا شنيكوفا                                                 | ميرتل جورج جولي جيرفيه جوليا جاتو مونتيكوني بيبيان ويجيرس                      |                                                                                |                                                                                |
| 21 يناير  | بطولة أندريزيو-بوتيون 42 المفتوحة أندريزيو-بوتيون، فرنسا ملعب صلب (indoor) W60 فردي – زوجي           | كورنيليا ليستر ريناتا فوراكوفا 6–1، 6–2                                        | أندريا ميتو إيلينا غابرييلا روس                                                | بولونا هيركوج إيزابيلا شنيكوفا                                                 | ميرتل جورج جولي جيرفيه جوليا جاتو مونتيكوني بيبيان ويجيرس                      |                                                                                |                                                                                |
| 21 يناير  | قازان، روسيا ملعب صلب (indoor) W25 قرعة المباريات الفردية والزوجية                                   | فارفارا فلينك 6–2، مت.                                                         | أناستاسيا جاسانوفا                                                             | دلما جالفي باربورا شتيفكوفا                                                    | فلادا كوفال كاتارزينا كاوا فاليريا يوششينكو ناتاليا كوستيتش                    |                                                                                |                                                                                |
| 21 يناير  | قازان، روسيا ملعب صلب (indoor) W25 قرعة المباريات الفردية والزوجية                                   | فيفيان هايسن غانا بوزنيخيرينكو 6–4، 6–3                                        | ألينا فومينا يكاترينا ياشينا                                                   | دلما جالفي باربورا شتيفكوفا                                                    | فلادا كوفال كاتارزينا كاوا فاليريا يوششينكو ناتاليا كوستيتش                    |                                                                                |                                                                                |
| 21 يناير  | سنغافورة ملعب صلب W25 قرعة المباريات الفردية والزوجية                                                | تشو لين 6–2، 6–3                                                               | هان نا-لي                                                                      | إيفانا جوروفيتش تشانغ كيلين                                                    | ليسلي كيركهوف ريتشل هوجينكامب باربارا هاس إليتسا كوستوفا                       |                                                                                |                                                                                |
| 21 يناير  | سنغافورة ملعب صلب W25 قرعة المباريات الفردية والزوجية                                                | بايج هوريغان ألديللا سوتجيادي 6–2، 6–3                                         | أوديس تشونغ تشانغ لينغ                                                         | إيفانا جوروفيتش تشانغ كيلين                                                    | ليسلي كيركهوف ريتشل هوجينكامب باربارا هاس إليتسا كوستوفا                       |                                                                                |                                                                                |
| 21 يناير  | بلانتيشن، الولايات المتحدة ملعب ترابي W25 قرعة المباريات الفردية والزوجية                            | هيلي بابتيست 7–5، 6–7(6–8)، 6–2                                                | آنا بوندار                                                                     | ألريكك إيكري ماريا كاميلا أوسوريو سيرانو                                       | أولجا جوفورتسوفا آشلي كراتزير يلينيا إن-ألبون صوفي تشانغ                       |                                                                                |                                                                                |
| 21 يناير  | بلانتيشن، الولايات المتحدة ملعب ترابي W25 قرعة المباريات الفردية والزوجية                            | هسيه شو يينغ لي بي تشي 6–1، 6–4                                                | أولجا جوفورتسوفا جادا روبنسون                                                  | ألريكك إيكري ماريا كاميلا أوسوريو سيرانو                                       | أولجا جوفورتسوفا آشلي كراتزير يلينيا إن-ألبون صوفي تشانغ                       |                                                                                |                                                                                |
| 21 يناير  | شرم الشيخ، مصر ملعب صلب W15 قرعة المباريات الفردية والزوجية                                          | ماجالي كيمبين 5–7، 6–3، 6–3                                                    | سيمونا والترت                                                                  | آنا سيسكوفا أونا أوربانا                                                       | كارولينا فلكوفا ميار شريف ميلاني كلافنير فيونا جانز                            |                                                                                |                                                                                |
| 21 يناير  | شرم الشيخ، مصر ملعب صلب W15 قرعة المباريات الفردية والزوجية                                          | ماجالي كيمبين ميلاني كلافنير 6–4، 6–1                                          | جاكلين كاباج أواد فيونا جانز                                                   | آنا سيسكوفا أونا أوربانا                                                       | كارولينا فلكوفا ميار شريف ميلاني كلافنير فيونا جانز                            |                                                                                |                                                                                |
| 21 يناير  | شتوتغارت، ألمانيا ملعب صلب (indoor) W15 قرعة المباريات الفردية والزوجية                              | لورا-إيانا أندري 6–3، 6–1                                                      | أناستاسيا كوليكوفا                                                             | سينجا كراوس دانييلا فيسماني                                                    | جوان زوغر جوليا واشاتسيك أغنيس بوكتا إليونورا مولينارو                         |                                                                                |                                                                                |
| 21 يناير  | شتوتغارت، ألمانيا ملعب صلب (indoor) W15 قرعة المباريات الفردية والزوجية                              | لورا-إيانا أندري جوليا واشاتسيك 7–5، 6–0                                       | إليونورا مولينارو دانييلا فيسماني                                              | سينجا كراوس دانييلا فيسماني                                                    | جوان زوغر جوليا واشاتسيك أغنيس بوكتا إليونورا مولينارو                         |                                                                                |                                                                                |
| 21 يناير  | ماناكور، إسبانيا ملعب ترابي W15 قرعة المباريات الفردية والزوجية                                      | إيوانا لوريدانا روسكا 6–2، 6–0                                                 | ريبيكا ماساروفا                                                                | آنا أوركي جوليا بايولا                                                         | ألكساندرينا نايدينوفا كلوديا هوستي فيرر أيوومي كوشيشي أماندا كاريراس           |                                                                                |                                                                                |
| 21 يناير  | ماناكور، إسبانيا ملعب ترابي W15 قرعة المباريات الفردية والزوجية                                      | إيفون كافالي رييمرز ريبيكا ماساروفا 6–4، 6–3                                   | إيرينا كانتوس سيمرز جوليا بايولا                                               | آنا أوركي جوليا بايولا                                                         | ألكساندرينا نايدينوفا كلوديا هوستي فيرر أيوومي كوشيشي أماندا كاريراس           |                                                                                |                                                                                |
| 21 يناير  | المنستير، تونس ملعب صلب W15 قرعة المباريات الفردية والزوجية                                          | ميريام بيوركلاند 6–2، 7–5                                                      | جوزال آينيتدينوفا                                                              | ايبك سويلو أنجيليكا موراتيللي                                                  | كارولينا بيريانكوفا ناتاليا أورلوفا لو برويلي لوسيا برونزيتي                   |                                                                                |                                                                                |
| 21 يناير  | المنستير، تونس ملعب صلب W15 قرعة المباريات الفردية والزوجية                                          | أوليانا أيزاتولينا تمارا ماليشيفيتش 6–4، 6–2                                   | ماديسون ويستبي آمي زو                                                          | ايبك سويلو أنجيليكا موراتيللي                                                  | كارولينا بيريانكوفا ناتاليا أورلوفا لو برويلي لوسيا برونزيتي                   |                                                                                |                                                                                |
| 21 يناير  | أنطاليا، تركيا ملعب ترابي W15 قرعة المباريات الفردية والزوجية                                        | تم إلغاء البطولة بعد الانتهاء من الجولة الأولى بسبب سوء الأحوال الجوية المستمر | تم إلغاء البطولة بعد الانتهاء من الجولة الأولى بسبب سوء الأحوال الجوية المستمر | تم إلغاء البطولة بعد الانتهاء من الجولة الأولى بسبب سوء الأحوال الجوية المستمر | تم إلغاء البطولة بعد الانتهاء من الجولة الأولى بسبب سوء الأحوال الجوية المستمر | تم إلغاء البطولة بعد الانتهاء من الجولة الأولى بسبب سوء الأحوال الجوية المستمر | تم إلغاء البطولة بعد الانتهاء من الجولة الأولى بسبب سوء الأحوال الجوية المستمر |
| 28 يناير  | Dow Tennis Classic ميدلاند، الولايات المتحدة ملعب صلب (داخلي) W100 فردي – زوجي                       | كاتي ماكنالي 6–2، 6–4                                                          | جيسيكا بيجلا                                                                   | ريبيكا بيترسون روبن أندرسون                                                    | كريستي آهن ماديسون برينجل كريستينا مكهيل يانينا ويكماير                        |                                                                                |                                                                                |
| 28 يناير  | Dow Tennis Classic ميدلاند، الولايات المتحدة ملعب صلب (داخلي) W100 فردي – زوجي                       | أولجا جوفورتسوفا فاليريا سافينيخ 6–4، 6–0                                      | كوري جوف آن لي                                                                 | ريبيكا بيترسون روبن أندرسون                                                    | كريستي آهن ماديسون برينجل كريستينا مكهيل يانينا ويكماير                        |                                                                                |                                                                                |
| 28 يناير  | Launceston International لاونسستون، أستراليا ملعب صلب W60 فردي – زوجي                                | يلينا ريباكينا 7–5، 3–3، انسحاب.                                               | إيرينا خروماتشيفا                                                              | مارينا زانيفسكا أرينا روديونوفا                                                | تشانغ كاي تشن ناديه بودوروسكا آبي مايرز ناو هيبينو                             |                                                                                |                                                                                |
| 28 يناير  | Launceston International لاونسستون، أستراليا ملعب صلب W60 فردي – زوجي                                | تشانغ كاي تشن شو تشينغ ون 6–2، 6–4                                             | ألكسندرا بوزوفيتش إيزابيل والاس                                                | مارينا زانيفسكا أرينا روديونوفا                                                | تشانغ كاي تشن ناديه بودوروسكا آبي مايرز ناو هيبينو                             |                                                                                |                                                                                |
| 28 يناير  | جودبور، الهند ملعب صلب W25 قرعة المباريات الفردية والزوجية                                           | ميهارو إيمانيشي 6–3، 3–6، 6–3                                                  | جودي بوراج                                                                     | إري هوزمي ميابي إنوي                                                           | هيروكو كواتا فاطمة النبهاني صوفيا شاباتافا ديانا مارسنكفيتشا                   |                                                                                |                                                                                |
| 28 يناير  | جودبور، الهند ملعب صلب W25 قرعة المباريات الفردية والزوجية                                           | مانا آيوكاوا هاروكا كاجي 7–6(7–4)، 4–6، [10–5]                                 | إري هوزمي ميابي إنوي                                                           | إري هوزمي ميابي إنوي                                                           | هيروكو كواتا فاطمة النبهاني صوفيا شاباتافا ديانا مارسنكفيتشا                   |                                                                                |                                                                                |
| 28 يناير  | شرم الشيخ، مصر ملعب صلب W15 قرعة المباريات الفردية والزوجية                                          | سيمونا والترت 6–1، 6–3                                                         | أوونا أوربانا                                                                  | أنستازيا ديتيك فيونا غانز                                                      | ليزا بونومار باربورا ماتوسوفا آنا بريبيلوفا ميار شريف                          |                                                                                |                                                                                |
| 28 يناير  | شرم الشيخ، مصر ملعب صلب W15 قرعة المباريات الفردية والزوجية                                          | أنستازيا ديتيك أوونا أوربانا 6–0، 6–4                                          | ماريانا درازيتش ماليني هيلجو                                                   | أنستازيا ديتيك فيونا غانز                                                      | ليزا بونومار باربورا ماتوسوفا آنا بريبيلوفا ميار شريف                          |                                                                                |                                                                                |
| 28 يناير  | ماناكور، إسبانيا ملعب ترابي W15 قرعة المباريات الفردية والزوجية                                      | مارينا باسولس رييرا 6–3، 6–4                                                   | إيوانا لوريدانا روسكا                                                          | كلوديا هوستي فيرير روزا فيسنس ماس                                              | ألكساندرينا نايدينوفا آنه شيفر جوليا بايولا ريبيكا ماساروفا                    |                                                                                |                                                                                |
| 28 يناير  | ماناكور، إسبانيا ملعب ترابي W15 قرعة المباريات الفردية والزوجية                                      | كلوديا هوستي فيرير ريبيكا ماساروفا 7–5، 6–3                                    | رينا سايغو يوكينا سايغو                                                        | كلوديا هوستي فيرير روزا فيسنس ماس                                              | ألكساندرينا نايدينوفا آنه شيفر جوليا بايولا ريبيكا ماساروفا                    |                                                                                |                                                                                |
| 28 يناير  | المنستير، تونس ملعب صلب W15 قرعة المباريات الفردية والزوجية                                          | لو بروليو 3–6، 6–0، 6–3                                                        | إستيل كاسينو                                                                   | أندي دي فرومي ليا ثولي                                                         | فارفارا غراتشيفا إميلي سيبولد ميلاني ستوك ميريام بولغارو                       |                                                                                |                                                                                |
| 28 يناير  | المنستير، تونس ملعب صلب W15 قرعة المباريات الفردية والزوجية                                          | ماري كلوس مو شونا 7–5، 6–7(4–7)، [12–10]                                       | جوليا كريسينزي كورينا دينتوني                                                  | أندي دي فرومي ليا ثولي                                                         | فارفارا غراتشيفا إميلي سيبولد ميلاني ستوك ميريام بولغارو                       |                                                                                |                                                                                |
| 28 يناير  | أنطاليا، تركيا ملعب ترابي W15 قرعة المباريات الفردية والزوجية                                        | فيكتوريا ديما 4–6، 6–3، 6–3                                                    | دانييلا فيسماني                                                                | أوانا جورجيتا سيميون كاو سيكي                                                  | زينج ووشوانج تايسيا مورديرجر جيبيك كولامباييفا ألكساندرا داماشين               |                                                                                |                                                                                |
| 28 يناير  | أنطاليا، تركيا ملعب ترابي W15 قرعة المباريات الفردية والزوجية                                        | كاناكو موريزاكي أياكا أوكونو 7–5، 6–3                                          | هارونا أراكاوا دوغا توركمان                                                    | أوانا جورجيتا سيميون كاو سيكي                                                  | زينج ووشوانج تايسيا مورديرجر جيبيك كولامباييفا ألكساندرا داماشين               |                                                                                |                                                                                |

### فبراير
| الأسبوع   | البطولة                                                                                              | الفائزات                                            | الوصيفات                                 | المتأهلات لنصف النهائي                 | المتأهلات لربع النهائي                                                     |
| --------- | --- | --------------------------------------------------- | ---------------------------------------- | -------------------------------------- | -------------------------------------------------------------------------- |
| 4 فبراير  | غرونوبل، فرنسا ملعب صلب (indoor) W25 قرعة المباريات الفردية والزوجية                                 | فيتاليا دياتشينكو 6–1، 6–4                          | هارموني تان                              | نوريا باريزاس دياز إيلينا غابرييلا روس | أماندين هيس كاثارينا هوغباسركي ليسلي كيركوف كيمبرلي زيمرمان                |
| 4 فبراير  | غرونوبل، فرنسا ملعب صلب (indoor) W25 قرعة المباريات الفردية والزوجية                                 | إستيل كاسينو إيليكسين ليشميا 6–2، 6–2               | أندريا ميتو إيلينا غابرييلا روس          | نوريا باريزاس دياز إيلينا غابرييلا روس | أماندين هيس كاثارينا هوغباسركي ليسلي كيركوف كيمبرلي زيمرمان                |
| 4 فبراير  | ترنافا، سلوفاكيا ملعب صلب (indoor) W25 قرعة المباريات الفردية والزوجية                               | لوسي هراديكا 6–4، 3–6، 7–6(7–0)                     | كريستينا كوكوفا                          | ألكساندرا كادانتسو بربورا شتيفكوفا     | تيريزا سميتكوفا ديانا رادانوفيتش إليتسا كوستوفا أناستاسيا زاريتسكا         |
| 4 فبراير  | ترنافا، سلوفاكيا ملعب صلب (indoor) W25 قرعة المباريات الفردية والزوجية                               | إيلينا بوغدان إليتسا كوستوفا 7–5، 7–6(7–5)          | ميكايلا أونتشوفا غانا بوزنيخيرينكو       | ألكساندرا كادانتسو بربورا شتيفكوفا     | تيريزا سميتكوفا ديانا رادانوفيتش إليتسا كوستوفا أناستاسيا زاريتسكا         |
| 4 فبراير  | شرم الشيخ، مصر ملعب صلب W15 قرعة المباريات الفردية والزوجية                                          | ميار شريف 6–4، 1–6، 6–3                             | سيمونا فالتيرت                           | أناستاسيا بريبيلوفا آنا مورجينا        | بربورا ماتوسفوفا ماليني هيلغو لينيا مالمكفيست إميلي أبلتون                 |
| 4 فبراير  | شرم الشيخ، مصر ملعب صلب W15 قرعة المباريات الفردية والزوجية                                          | ماريانا درازيتش ماليني هيلغو 6–4، 6–3               | ميريل هويدت نوا لياو آ فونغ              | أناستاسيا بريبيلوفا آنا مورجينا        | بربورا ماتوسفوفا ماليني هيلغو لينيا مالمكفيست إميلي أبلتون                 |
| 4 فبراير  | بالما نوفا، إسبانيا ملعب ترابي W15 قرعة المباريات الفردية والزوجية                                   | جوليا بايولا 6–2، 6–4                               | لورا بيجوسي                              | ألكساندرينا نايدينوفا كاثرينا هيرينغ   | دانييلا مدفيديفا أليس توبيلو لوسي وارجنير تاتيانا بييري                    |
| 4 فبراير  | بالما نوفا، إسبانيا ملعب ترابي W15 قرعة المباريات الفردية والزوجية                                   | جوانا جارلاند آنا هيرتل 7–5، 6–0                    | لونييسكا ديلغادو دانييلا مدفيديفا        | ألكساندرينا نايدينوفا كاثرينا هيرينغ   | دانييلا مدفيديفا أليس توبيلو لوسي وارجنير تاتيانا بييري                    |
| 4 فبراير  | المنستير، تونس ملعب صلب W15 قرعة المباريات الفردية والزوجية                                          | لارا ميشيل 6–2، 6–3                                 | ميريام بلغارو                            | لو بروليو ليوني كونغ                   | يو مي تشوما مارتا لينيك ثيو جرافويل إميلي سيبولد                           |
| 4 فبراير  | المنستير، تونس ملعب صلب W15 قرعة المباريات الفردية والزوجية                                          | ماغدالينا هندرزك مارتا لينيك 6–2، 6–2               | فانسيان رييمي ماري تيمين                 | لو بروليو ليوني كونغ                   | يو مي تشوما مارتا لينيك ثيو جرافويل إميلي سيبولد                           |
| 4 فبراير  | أنطاليا، تركيا ملعب ترابي W15 قرعة المباريات الفردية والزوجية                                        | يوكي نايتو 6–2، 3–6، 6–3                            | جوان زوغر                                | هارونا أراكاوا مارينا تشيرنيشوفا       | إليسا فانلانغندونك تاييسيا مورديرجر أندريا غيتسيكو زيبك كولامباييفا        |
| 4 فبراير  | أنطاليا، تركيا ملعب ترابي W15 قرعة المباريات الفردية والزوجية                                        | جمرة أنيل اوانا جورجيتا سيميون 6–2، 6–4             | مارينا تشيرنيشوفا فلادا إكشيبروفا        | هارونا أراكاوا مارينا تشيرنيشوفا       | إليسا فانلانغندونك تاييسيا مورديرجر أندريا غيتسيكو زيبك كولامباييفا        |
| 11 فبراير | GB Pro-Series Shrewsbury شروزبري (المملكة المتحدة)، المملكة المتحدة ملعب صلب (داخلي) W60 فردي – زوجي | فيتاليا دياتشينكو 5–7، 1–6، 6–4                     | يانينا ويكماير                           | هارموني تان الیونا بولسوفا زادوينوف    | مايا لومسدن تيريزا سميتكوفا أماندين هيس كيمبرلي زيمرمان                    |
| 11 فبراير | GB Pro-Series Shrewsbury شروزبري (المملكة المتحدة)، المملكة المتحدة ملعب صلب (داخلي) W60 فردي – زوجي | أرينا روديونوفا يانينا ويكماير 2–6، 5–7             | فريا كريستي فاليريا سافينيخ              | هارموني تان الیونا بولسوفا زادوينوف    | مايا لومسدن تيريزا سميتكوفا أماندين هيس كيمبرلي زيمرمان                    |
| 11 فبراير | ترنافا، سلوفاكيا ملعب صلب (داخلي) W25 سحوبات الفردي والزوجي                                          | إيزابيلا شنيكوفا 1–6، 3–6                           | دينيزا أليرتوفا                          | ألكساندرا كادانتو آنا زيا              | ديانا رادانوفيتش كاتارينا زافاتسكا جاسمين باوليني تيريزا مارتينكوفا        |
| 11 فبراير | ترنافا، سلوفاكيا ملعب صلب (داخلي) W25 سحوبات الفردي والزوجي                                          | لورا-إيونا أندري اناستاسيا زاريتشكا 4–6، 3–6        | مايا خوالينسكا مريم كولودجييوفا          | ألكساندرا كادانتو آنا زيا              | ديانا رادانوفيتش كاتارينا زافاتسكا جاسمين باوليني تيريزا مارتينكوفا        |
| 11 فبراير | Surprise، الولايات المتحدة ملعب صلب W25 سحوبات الفردي والزوجي                                        | سيسيل كاراتانتشيفا 5–7، 3–6، 1–6                    | كوري غوف                                 | أولجا جوفورتسوفا آلي كيك               | لي هوا تشين آن لي دانييلا سيغيل أوسوي مايتان أركونادا                      |
| 11 فبراير | Surprise، الولايات المتحدة ملعب صلب W25 سحوبات الفردي والزوجي                                        | كوري جوف بيج هوريجان 6–3، 4–6، [14–12]              | أوسوي مايتان أركونادا أمينا بيكتاس       | أولجا جوفورتسوفا آلي كيك               | لي هوا تشين آن لي دانييلا سيغيل أوسوي مايتان أركونادا                      |
| 11 فبراير | ميناء بورت بيري، أستراليا ملعب صلب W15 قرعة المباريات الفردية والزوجية                               | لولو سون 6–2، 6–3                                   | جنيفر إيلي                               | بويانا مارينكوف شارلوت كامبينايرز-بوكز | ألكسندرا أوزبورن آمبر مارشال ناتاشا راسل أوليفيا سيمونز                    |
| 11 فبراير | ميناء بورت بيري، أستراليا ملعب صلب W15 قرعة المباريات الفردية والزوجية                               | فالنتينا ايفانوف آمبر مارشال 7–5، 6–2               | باتريشا بنتجين ليزا مايس                 | بويانا مارينكوف شارلوت كامبينايرز-بوكز | ألكسندرا أوزبورن آمبر مارشال ناتاشا راسل أوليفيا سيمونز                    |
| 11 فبراير | شرم الشيخ، مصر ملعب صلب W15 قرعة المباريات الفردية والزوجية                                          | آنا مورجينا 6–3، 6–2                                | لورا بيجوسي                              | داشا إيفانوفا ماريانا زاكارلوك         | نوا لياو فنج مالين هيلجو أناستاسيا بريبيلوفا قو شانشان                     |
| 11 فبراير | شرم الشيخ، مصر ملعب صلب W15 قرعة المباريات الفردية والزوجية                                          | آنا مورجينا لورا بيجوسي 6–2، 6–2                    | نيكا شيتكووسكايا أناستاسيا سوخوتينا      | داشا إيفانوفا ماريانا زاكارلوك         | نوا لياو فنج مالين هيلجو أناستاسيا بريبيلوفا قو شانشان                     |
| 11 فبراير | شيمكنت، كازاخستان ملعب صلب (indoor) W15 قرعة المباريات الفردية والزوجية                              | كاميلا راخيموفا 6–2، 6–3                            | أناستاسيا تيخونوفا                       | داريا كروشكوفا يكاترينا ديميتريتشينكو  | أنجلينا زورافليوفا يكاترينا كازيونوفا فلادا كوفال أناستاسيا كوماردينا      |
| 11 فبراير | شيمكنت، كازاخستان ملعب صلب (indoor) W15 قرعة المباريات الفردية والزوجية                              | جيولنارا نازاروفا آنا أوكولوفا 6–2، 2–6، [10–5]     | نويل سايدينوفا كسينيا يرش                | داريا كروشكوفا يكاترينا ديميتريتشينكو  | أنجلينا زورافليوفا يكاترينا كازيونوفا فلادا كوفال أناستاسيا كوماردينا      |
| 11 فبراير | المنستير، تونس ملعب صلب W15 قرعة المباريات الفردية والزوجية                                          | مارتا ليشنيك 2–6، 6–0، 6–0                          | أندريا لازارو غارسيا                     | ماري تيمين كريستينا إين                | ميلاني ستوك إليزابيث ماندليك ميريام بولغارو أليس راميه                     |
| 11 فبراير | المنستير، تونس ملعب صلب W15 قرعة المباريات الفردية والزوجية                                          | ميريام بولغارو كريستينا إين 6–3، 7–6(7–5)           | أندريا لازارو غارسيا ديسبينا باباميتشايل | ماري تيمين كريستينا إين                | ميلاني ستوك إليزابيث ماندليك ميريام بولغارو أليس راميه                     |
| 11 فبراير | أنطاليا، تركيا ملعب ترابي W15 قرعة المباريات الفردية والزوجية                                        | مارينا تشيرنيشوفا 7–6(7–3)، 2–6، 6–2                | يوكي نايتو                               | جوان زوغر كاميلا سكالا                 | جيا سانيسي بيا تشوك جيسيكا هو فاندا لوكاش                                  |
| 11 فبراير | أنطاليا، تركيا ملعب ترابي W15 قرعة المباريات الفردية والزوجية                                        | كارولا بيجينارو أيوانا غاسبار إيفان 6–4، 6–3        | فاني أوستلوند آنا يوريكي                 | جوان زوغر كاميلا سكالا                 | جيا سانيسي بيا تشوك جيسيكا هو فاندا لوكاش                                  |
| 18 فبراير | بطولة شيمادزو اليابان الدولية للتنس كيوتو، اليابان ملعب صلب (داخلي) W60 فردي – زوجي                  | يالينا إن-ألبون 6–2، 6–3                            | تشانغ كيلين                              | ناو هيبينو روبن أندرسون                | غريت مينين ميهارو إيمانشي كيوكا أوكامورا كرامي نارا                        |
| 18 فبراير | بطولة شيمادزو اليابان الدولية للتنس كيوتو، اليابان ملعب صلب (داخلي) W60 فردي – زوجي                  | إري هوزمي مويكا أوشجيما 6–4، 6–3                    | تشين بي-هسوان وو فانغ-هسين               | ناو هيبينو روبن أندرسون                | غريت مينين ميهارو إيمانشي كيوكا أوكامورا كرامي نارا                        |
| 18 فبراير | آلتنكيرشن، ألمانيا سجاد (داخلي) W25 قرعة المباريات الفردية والزوجية                                  | ما شويوي 6–4، 5–7، 7–5                              | مارينا زانيفسكا                          | ماري بينوا مايا شوالينسكا              | سوزان بانديتشي شيرازاد ريكس ستيفانيا روبيني كاتارينا هوبغارسكي             |
| 18 فبراير | آلتنكيرشن، ألمانيا سجاد (داخلي) W25 قرعة المباريات الفردية والزوجية                                  | كريستينا بوكشا روزالي فان دير هوك 5–7، 6–3، [12–10] | ماري بينوا كاتارزينا بيتر                | ماري بينوا مايا شوالينسكا              | سوزان بانديتشي شيرازاد ريكس ستيفانيا روبيني كاتارينا هوبغارسكي             |
| 18 فبراير | GB برو-سيريز غلاسكو غلاسكو، المملكة المتحدة ملعب صلب (داخلي) W25 قرعة المباريات الفردية والزوجية     | جيسيكا بونشيه 6–3، 6–1                              | مريام بولكفادزه                          | مايا لومسدن فاليريا سافينيخ            | آنا زيا أودري ألبي نوريا باريزاس دياز ليزلي كيرخوف                         |
| 18 فبراير | GB برو-سيريز غلاسكو غلاسكو، المملكة المتحدة ملعب صلب (داخلي) W25 قرعة المباريات الفردية والزوجية     | ليزلي كيرخوف آنا زيا 6–4، 3–6، [10–3]               | فريا كريستي يانا فيت                     | مايا لومسدن فاليريا سافينيخ            | آنا زيا أودري ألبي نوريا باريزاس دياز ليزلي كيرخوف                         |
| 18 فبراير | رانشو سانتا في، الولايات المتحدة ملعب صلب W25 قرعة المباريات الفردية والزوجية                        | نيكول غيبس 6–3، 6–3                                 | كريستي آهن                               | أوسوي مايتان أركونادا آن لي            | ساتشيا فيكري ناديه بودوروسكا كلير ليو آنا صوفيا سانشيز                     |
| 18 فبراير | رانشو سانتا في، الولايات المتحدة ملعب صلب W25 قرعة المباريات الفردية والزوجية                        | هايلي كارتر إينا شيبهارا 7–5، 6–2                   | فرانشيسكا دي لورينزو كاتي ماكنالي        | أوسوي مايتان أركونادا آن لي            | ساتشيا فيكري ناديه بودوروسكا كلير ليو آنا صوفيا سانشيز                     |
| 18 فبراير | برث، أستراليا ملعب صلب W15 قرعة المباريات الفردية والزوجية                                           | لولو سن 7–6(7–1)، 6–3                               | جنيفر إيلي                               | أوليفيا غادكي أمبر مارشال              | أنيرلي بولوس تايلا لوليس هارونا أراكاوا أناستاسيا بيريزوف                  |
| 18 فبراير | برث، أستراليا ملعب صلب W15 قرعة المباريات الفردية والزوجية                                           | جنيفر إيلي إيرينا رامياليسون 7–5، 6–4               | هاين أوغاتا أيكو يوشيتومي                | أوليفيا غادكي أمبر مارشال              | أنيرلي بولوس تايلا لوليس هارونا أراكاوا أناستاسيا بيريزوف                  |
| 18 فبراير | نانتشانغ، الصين ملعب ترابي (indoor) W15 قرعة المباريات الفردية والزوجية                              | لو جياشي 7–6(7–3)، 6–2                              | مي ياماغوتشي                             | كاو سي تشي سون شو ليو                  | بارك سو هيون يوان تشينغ يي يي قوو مي تشي تشنغ ووشوانغ                      |
| 18 فبراير | نانتشانغ، الصين ملعب ترابي (indoor) W15 قرعة المباريات الفردية والزوجية                              | كاو سي تشي تشنغ ووشوانغ 7–5، 7–6(7–4)               | إوديس تشونغ كيم دا بين                   | كاو سي تشي سون شو ليو                  | بارك سو هيون يوان تشينغ يي يي قوو مي تشي تشنغ ووشوانغ                      |
| 18 فبراير | شرم الشيخ، مصر ملعب صلب W15 قرعة المباريات الفردية والزوجية                                          | ماغالي كيمبين 6–3، 6–4                              | داشا إيفانوفا                            | داريا ميشينا ليني مالكفيست             | أناستازيا فدوفينكو قوو شانشان ألبا كارييو مارين فالنتينا رايزر             |
| 18 فبراير | شرم الشيخ، مصر ملعب صلب W15 قرعة المباريات الفردية والزوجية                                          | أوليانا أيزاتولينا ألينا سيليتش 7–5، 6–4            | تشيلسي فانهاوت أمبر واشنطن               | داريا ميشينا ليني مالكفيست             | أناستازيا فدوفينكو قوو شانشان ألبا كارييو مارين فالنتينا رايزر             |
| 18 فبراير | شيمكنت، كازاخستان ملعب صلب (داخلي) W15 قرعة المباريات الفردية والزوجية                               | داريا كروجهكوفا 6–3، 2–6، 6–1                       | أناستازيا زاخاروفا                       | كاميلا راخيموفا تمارا تشروفيتش         | كاتيرينا كازيونوفا غيولنارا نزاروفا أناستاسيا كوماردينا أناستازيا تيخونوفا |
| 18 فبراير | شيمكنت، كازاخستان ملعب صلب (داخلي) W15 قرعة المباريات الفردية والزوجية                               | كاتيرينا كازيونوفا أناستازيا زاخاروفا 7–6(7–4)، 6–1 | تمارا تشروفيتش إلينا مالوينا             | كاميلا راخيموفا تمارا تشروفيتش         | كاتيرينا كازيونوفا غيولنارا نزاروفا أناستاسيا كوماردينا أناستازيا تيخونوفا |
| 18 فبراير | المنستير، تونس ملعب صلب W15 قرعة المباريات الفردية والزوجية                                          | ميريام بيوركلاند 1–6، 7–6(7–3)، 6–3                 | ديسبينا باباميتشايل                      | كلوديا هوست فيرير أليس راميه           | أريان هارتونو لوسيا برونزيتي داريا لوديكوفا ناتاليا أورلوفا                |
| 18 فبراير | المنستير، تونس ملعب صلب W15 قرعة المباريات الفردية والزوجية                                          | أريان هارتونو إيفا فيدر 6–4، 3–6، [10–7]            | أندريا لازارو غارسيا ديسبينا باباميتشايل | كلوديا هوست فيرير أليس راميه           | أريان هارتونو لوسيا برونزيتي داريا لوديكوفا ناتاليا أورلوفا                |
| 18 فبراير | أنطاليا، تركيا ملعب ترابي W15 قرعة المباريات الفردية والزوجية                                        | فيكتوريا كان 6–2، 6–2                               | إيرينا فيتيكاو                           | سادا ناهيمانا بيا تشوك                 | جورجيا كراتشون نيكوليتا داسكالو كريستينا دينو جيسيكا هو                    |
| 18 فبراير | أنطاليا، تركيا ملعب ترابي W15 قرعة المباريات الفردية والزوجية                                        | غايا سانسي كاميلا سكالا 6–7(4–7)، 6–4، [10–8]       | كريستينا دينو إيرينا فيتيكاو             | سادا ناهيمانا بيا تشوك                 | جورجيا كراتشون نيكوليتا داسكالو كريستينا دينو جيسيكا هو                    |
| 25 فبراير | مشكون، فرنسا ملعب صلب (indoor) W25 قرعة المباريات الفردية والزوجية                                   | ميرتل جورج 6–3، 6–3                                 | ليسلي كيرخوف                             | باربورا كرجتشيكوفا كريستينا بوكشا      | أناستاسيا شوشينا مانون ليونارد بيبيان ويجيرس إليونورا مولينارو             |
| 25 فبراير | مشكون، فرنسا ملعب صلب (indoor) W25 قرعة المباريات الفردية والزوجية                                   | ليسلي كيرخوف بيبيان ويجيرس 6–2، 6–4                 | كلوديا جيوفين أنجيليكا موراتيلي          | باربورا كرجتشيكوفا كريستينا بوكشا      | أناستاسيا شوشينا مانون ليونارد بيبيان ويجيرس إليونورا مولينارو             |
| 25 فبراير | أوساكا، اليابان ملعب صلب W25 قرعة المباريات الفردية والزوجية                                         | إيفانا جوروفيتش 6–3، 5–7، 6–2                       | لو جياجينغ                               | تشانغ كيلين يلينا إن-ألبون             | أبيجيل تير-أبيسا ليو فانجزو كاتي دان أيانو شيميزو                          |
| 25 فبراير | أوساكا، اليابان ملعب صلب W25 قرعة المباريات الفردية والزوجية                                         | روبن أندرسون ميجان ماناسي 7–6(7–2)، 6–3             | رييسا أوشيجيما مينوري يونيهارا           | تشانغ كيلين يلينا إن-ألبون             | أبيجيل تير-أبيسا ليو فانجزو كاتي دان أيانو شيميزو                          |
| 25 فبراير | موسكو، روسيا ملعب صلب (indoor) W25 قرعة المباريات الفردية والزوجية                                   | يلينا ريباكينا 7–5، 6–0                             | جانا بوزنيخيرينكو                        | أولغا دوروشينا أناستاسيا كوماردينا     | أرينا روديونوفا ديانا رادانوفيتش مارينا زانيفسكا فاليريا سافينيخ           |
| 25 فبراير | موسكو، روسيا ملعب صلب (indoor) W25 قرعة المباريات الفردية والزوجية                                   | صوفيا لانسير يلينا ريباكينا 1–6، 6–3، [10–4]        | فيفيان هايسن جانا بوزنيخيرينكو           | أولغا دوروشينا أناستاسيا كوماردينا     | أرينا روديونوفا ديانا رادانوفيتش مارينا زانيفسكا فاليريا سافينيخ           |
| 25 فبراير | نانتشانغ، الصين ملعب ترابي (داخلي) W15 قرعة المباريات الفردية والزوجية                               | لو جياشي 7–6(7–4)، 6–3                              | قوه هانيو                                | ليو تشانغ كيم دا بين                   | مانا كاوامورا تشنغ ووشوانغ بارك سو هيون سون كسولو                          |
| 25 فبراير | نانتشانغ، الصين ملعب ترابي (داخلي) W15 قرعة المباريات الفردية والزوجية                               | قوه هانيو تشنغ ووشوانغ 6–0، 6–1                     | ما ييكسين مي ياماغوتشي                   | ليو تشانغ كيم دا بين                   | مانا كاوامورا تشنغ ووشوانغ بارك سو هيون سون كسولو                          |
| 25 فبراير | شرم الشيخ، مصر ملعب صلب W15 قرعة المباريات الفردية والزوجية                                          | أناستاسيا ديتسيك 2–6، 7–6(7–5)، 6–1                 | شاليمار طالبي                            | آنج أوباي كاجورو أوونا أوربانا         | أوليانا أيزاتولينا بيتيا أرشينكوفا لورا مالونياكوفا نيكولا بريتشكوفا       |
| 25 فبراير | شرم الشيخ، مصر ملعب صلب W15 قرعة المباريات الفردية والزوجية                                          | ماريانا درازيتش ليني مالكفيست 7–5، 6–3              | أوليانا أيزاتولينا ألينا سيليتش          | آنج أوباي كاجورو أوونا أوربانا         | أوليانا أيزاتولينا بيتيا أرشينكوفا لورا مالونياكوفا نيكولا بريتشكوفا       |
| 25 فبراير | المنستير، تونس ملعب صلب W15 قرعة المباريات الفردية والزوجية                                          | كلارا تاوسون 6–2، 6–1                               | أريان هارتونو                            | لودميلا بنشخ ايبك سويلو                | داليللا سبيتييري لوسيا برونزيتي سيلفيا نجيريتش لو أدلر                     |
| 25 فبراير | المنستير، تونس ملعب صلب W15 قرعة المباريات الفردية والزوجية                                          | لودميلا بنشخ لو برو لو 6–3، 6–4                     | فرانسيسكا خورخي أندريا كا                | لودميلا بنشخ ايبك سويلو                | داليللا سبيتييري لوسيا برونزيتي سيلفيا نجيريتش لو أدلر                     |
| 25 فبراير | أنطاليا، تركيا ملعب ترابي W15 قرعة الفردي والزوجي                                                    | فيكتوريا كان 6–3، 6–2                               | كاميلا سكالا                             | غايا سانيسي بيا تشوك                   | أوانا جورجيتا سيميون نيكوليتا داسكالو كريستينا دينو يو كينا سايغو          |
| 25 فبراير | أنطاليا، تركيا ملعب ترابي W15 قرعة الفردي والزوجي                                                    | رينا سايغو يو كينا سايغو 4–6، 6–2، [10–5]           | باربرا غاتيكا ريبيكا بيريرا              | غايا سانيسي بيا تشوك                   | أوانا جورجيتا سيميون نيكوليتا داسكالو كريستينا دينو يو كينا سايغو          |

### مارس
| الأسبوع | البطولة                                                                                            | الفائزات                                                          | الوصيفات                                             | المتأهلات لنصف النهائي               | المتأهلات لربع النهائي                                                          |
| ------- | -------------------------------------------------------------------------------------------------- | ----------------------------------------------------------------- | ---------------------------------------------------- | ------------------------------------ | ------------------------------------------------------------------------------- |
| 4 مارس  | ميلدورا، أستراليا عشب W25 قرعة المباريات الفردية والزوجية                                          | نايكثا بينز 6–4، 7–6(5–7)، 6–2                                    | كايلا مكفي                                           | ماديسون إنغليس لولو صن               | ديستاني أيافا ليزيت كابرييرا كاتارينا كيرلاخ إيلين بيريز                        |
| 4 مارس  | ميلدورا، أستراليا عشب W25 قرعة المباريات الفردية والزوجية                                          | ألانا بارنابي أليسيا سميث 3–6، 6–3، [10–8]                        | أوليفيا روجوفسكا ستورم ساندرز                        | ماديسون إنغليس لولو صن               | ديستاني أيافا ليزيت كابرييرا كاتارينا كيرلاخ إيلين بيريز                        |
| 4 مارس  | كيو تشالينجر يوكوهاما، اليابان ملعب صلب W25 قرعة المباريات الفردية والزوجية                        | غريت مينين 6–4، 6–1                                               | إيلينا غابرييلا روس                                  | كاثرين هاريسون هان نا لي             | لي هوا تشن كيوكا أوكامورا يالينا إن ألبون ناهو ساتو                             |
| 4 مارس  | كيو تشالينجر يوكوهاما، اليابان ملعب صلب W25 قرعة المباريات الفردية والزوجية                        | تشوي جي هي هان نا لي 6–1، 7–5                                     | روتوجا بسالي اكیکو أومائي                            | كاثرين هاريسون هان نا لي             | لي هوا تشن كيوكا أوكامورا يالينا إن ألبون ناهو ساتو                             |
| 4 مارس  | إيرابواتو، المكسيك ملعب صلب W25+H قرعة المباريات الفردية والزوجية                                  | أسترا شارما 6–7(3–7)، 6–4، 6–3                                    | فيرونيكا سبيد رويج                                   | ماريا سانشيز كاتي سوان               | ويتني أوسويجوي أوسوي مايتان أركونادا كارمان ثاندي يوفانا ياكسيتش                |
| 4 مارس  | إيرابواتو، المكسيك ملعب صلب W25+H قرعة المباريات الفردية والزوجية                                  | بيج هوريجان أسترا شارما 6–1، 4–6، [12–10]                         | فيرونيكا سبيد رويج ريناتا فوراكوفا                   | ماريا سانشيز كاتي سوان               | ويتني أوسويجوي أوسوي مايتان أركونادا كارمان ثاندي يوفانا ياكسيتش                |
| 4 مارس  | نانتشانغ، الصين ملعب ترابي (indoor) W15 قرعة المباريات الفردية والزوجية                            | تشانغ يينغ 6–3، 2–6، 5–7                                          | كيم دا-بين                                           | كاو سيكي تشنغ ووشوانغ                | نيكا كوخارشيك سون شولو قوو ميكي يوديس تشونغ                                     |
| 4 مارس  | نانتشانغ، الصين ملعب ترابي (indoor) W15 قرعة المباريات الفردية والزوجية                            | كاو سيكي قوو ميكي 4–6، 6–4، [8–10]                                | قوو هانيو تانغ تشيانهوى                              | كاو سيكي تشنغ ووشوانغ                | نيكا كوخارشيك سون شولو قوو ميكي يوديس تشونغ                                     |
| 4 مارس  | شرم الشيخ، مصر ملعب صلب W15 قرعة المباريات الفردية والزوجية                                        | داريا سنيغور 6–3، 3–6، 4–6                                        | أونا أوربانا                                         | ماريانا زاكارلوك ميلاني كلافنير      | آنج أوبى كاجورو تاميرا باسيك ساندرا سمير فيديريكا بيلاردو                       |
| 4 مارس  | شرم الشيخ، مصر ملعب صلب W15 قرعة المباريات الفردية والزوجية                                        | أنجلينا جابويفا شاليمار طالبي 4–6، 4–6                            | ماريانا درازيك ماريانا زاكارلوك                      | ماريانا زاكارلوك ميلاني كلافنير      | آنج أوبى كاجورو تاميرا باسيك ساندرا سمير فيديريكا بيلاردو                       |
| 4 مارس  | أميان، فرنسا ملعب ترابي (داخلي) W15 قرعة المباريات الفردية والزوجية                                | ريبيكا ماساروفا 0–6، 3–6                                          | أوانا جورجيتا سيميون                                 | تايسيا مورديرغير مايلين هاليمى       | أليس رامى أنجيليكا موراتيلى مارغو أورانج كيليا لوبيهان                          |
| 4 مارس  | أميان، فرنسا ملعب ترابي (داخلي) W15 قرعة المباريات الفردية والزوجية                                | مايليس بوغرات إميلين دارتون 3–6، 2–6                              | أنجيليكا موراتيلى آنا بوبسكو                         | تايسيا مورديرغير مايلين هاليمى       | أليس رامى أنجيليكا موراتيلى مارغو أورانج كيليا لوبيهان                          |
| 4 مارس  | طبرقة، تونس ملعب ترابي W15 قرعة المباريات الفردية والزوجية                                         | روزا فيسينس ماس 6–4، 6–4                                          | داريا لوديكوفا                                       | فرانسيسكا خورخي ماريا إينيس فونتي    | سيلفيا نجيريتش نوهيليا بووزو زانوتي مارجريتا لازاريفا فينشيان ريمي              |
| 4 مارس  | طبرقة، تونس ملعب ترابي W15 قرعة المباريات الفردية والزوجية                                         | سيلفيا نجيريتش جوليا ستاماتوفا 6–3، 6–3                           | فينشيان ريمي ماري تيمين                              | فرانسيسكا خورخي ماريا إينيس فونتي    | سيلفيا نجيريتش نوهيليا بووزو زانوتي مارجريتا لازاريفا فينشيان ريمي              |
| 4 مارس  | أنطاليا، تركيا ملعب ترابي W15 قرعة المباريات الفردية والزوجية                                      | مارينا تشيرنيشوفا 6–4، 6–4                                        | إليونورا مولينارو                                    | ليزا ماتفيينكو يوكينا سايغو          | بيترا يانوسكوفا فيكتوريا ديما ماري مترو صدفومه توليبوفا                         |
| 4 مارس  | أنطاليا، تركيا ملعب ترابي W15 قرعة المباريات الفردية والزوجية                                      | فيكتوريا ديما إلينا ميلوفانوفيتش 6–4، 6–3                         | إينولا كيزا فالنتينا لوسيال                          | ليزا ماتفيينكو يوكينا سايغو          | بيترا يانوسكوفا فيكتوريا ديما ماري مترو صدفومه توليبوفا                         |
| 4 مارس  | كارسون، الولايات المتحدة ملعب صلب W15 قرعة المباريات الفردية والزوجية                              | إليزابيث ماندليك 6–2، 2–6، 6–4                                    | كارسون برانستين                                      | أشلين كروجر راشيدا ماكادو            | روبين مونتغمري ناتاشا سوبهاش سارة لي هانا تشانغ                                 |
| 4 مارس  | كارسون، الولايات المتحدة ملعب صلب W15 قرعة المباريات الفردية والزوجية                              | راشيدا ماكادو ناتاشا سوبهاش 6–2، 6–4                              | نيكول موسمر شانيل فان نجوين                          | أشلين كروجر راشيدا ماكادو            | روبين مونتغمري ناتاشا سوبهاش سارة لي هانا تشانغ                                 |
| 11 مارس | بينغشان المفتوحة شنجن (الصين)، الصين ملعب صلب W60 فردي – زوجي                                      | كلارا تاوسون 6–4، 6–3                                             | ليو فانجزو                                           | لو جياجينغ هيروكو كواتا              | ألكسندرا كادانتو ماجدالينا فريتش شون فانجينغ سارة-ريبكا سيكوليتش                |
| 11 مارس | بينغشان المفتوحة شنجن (الصين)، الصين ملعب صلب W60 فردي – زوجي                                      | ليانغ إن-شوو شون فانجينغ 6–4، 6–1                                 | هيروكو كواتا سابينا شاريبوفا                         | لو جياجينغ هيروكو كواتا              | ألكسندرا كادانتو ماجدالينا فريتش شون فانجينغ سارة-ريبكا سيكوليتش                |
| 11 مارس | ساو باولو، البرازيل ملعب ترابي W25 قرعة المباريات الفردية والزوجية                                 | لويزا تشيريكو 6–0، 6–2                                            | دانكا كوفينتش                                        | آنا بوندار فيرونيكا سبيد رويج        | كلوديا هوست فيرير جاسمين باوليني دانييلا سيغيل إليزابيث هالباور                 |
| 11 مارس | ساو باولو، البرازيل ملعب ترابي W25 قرعة المباريات الفردية والزوجية                                 | باولا كريستينا غونسالفيس لويزا ستيفاني 6–7(4–7)، 6–0، [10–8]      | مارتينا دي جوزيبي ثايسا بيدريتي                      | آنا بوندار فيرونيكا سبيد رويج        | كلوديا هوست فيرير جاسمين باوليني دانييلا سيغيل إليزابيث هالباور                 |
| 11 مارس | نيشيتاما، اليابان ملعب صلب W25 قرعة المباريات الفردية والزوجية                                     | داريا لوباتيتسكا 7–6(7–4)، 2–6، 6–3                               | غابرييلا تايلور                                      | جوليا جاتو مونتيكوني كوين جليسون     | جودي بوراج ديانا رادانوفيتش ريبيكا مارينو أيانو شيميزو                          |
| 11 مارس | نيشيتاما، اليابان ملعب صلب W25 قرعة المباريات الفردية والزوجية                                     | هارونا أراكاوا مينوري يونيهارا 4–6، 3–6                           | إيمينا بيكتاس تارا مور                               | جوليا جاتو مونتيكوني كوين جليسون     | جودي بوراج ديانا رادانوفيتش ريبيكا مارينو أيانو شيميزو                          |
| 11 مارس | قازان، روسيا ملعب صلب (indoor) W25+H قرعة المباريات الفردية والزوجية                               | يلينا ريباكينا 2–6، 3–6                                           | أورزولا رادفانسكا                                    | صوفيا لانسر لوسيا برونزيتي           | فيفيان هايسن أولغا يانشوك إيكاترينا ماكاروفا كاميلا راخيموفا                    |
| 11 مارس | قازان، روسيا ملعب صلب (indoor) W25+H قرعة المباريات الفردية والزوجية                               | أولغا دوروشينا بولينا مونوفا 4–6، 7–6(4–7)، [11–9]                | فريا كريستي فاليريا سافينيخ                          | صوفيا لانسر لوسيا برونزيتي           | فيفيان هايسن أولغا يانشوك إيكاترينا ماكاروفا كاميلا راخيموفا                    |
| 11 مارس | شرم الشيخ، مصر ملعب صلب W15 قرعة المباريات الفردية والزوجية                                        | آنا كوباريفا 5–7، 4–6                                             | كريستيانا فيراندو                                    | تاميرا باسيك لورا شادر               | ميار شريف لميس الحسين عبد العزيز لارا ميشيل أناستازيا فدوفينكو                  |
| 11 مارس | شرم الشيخ، مصر ملعب صلب W15 قرعة المباريات الفردية والزوجية                                        | ميلاني كلافنير جوليا فاشاجيك 2–6، 2–6                             | ميريل هودت نوا لياو أ فنج                            | تاميرا باسيك لورا شادر               | ميار شريف لميس الحسين عبد العزيز لارا ميشيل أناستازيا فدوفينكو                  |
| 11 مارس | جونيس، فرنسا ملعب ترابي (indoor) W15 قرعة المباريات الفردية والزوجية                               | إليونورا مولينارو 6–2، 2–6، 6–4                                   | ريبيكا ماساروفا                                      | بريسيلا هيز إميلين دارترون           | مارغو ييروليموس أليز ليم سارا تشاكاريفيتش مارينا باسولر رييرا                   |
| 11 مارس | جونيس، فرنسا ملعب ترابي (indoor) W15 قرعة المباريات الفردية والزوجية                               | ماتيلد أرميتانو إليكسان ليشميا 7–6(7–1)، 7–5                      | تاييسيا موردرجير يانا موردرجير                       | بريسيلا هيز إميلين دارترون           | مارغو ييروليموس أليز ليم سارا تشاكاريفيتش مارينا باسولر رييرا                   |
| 11 مارس | كانكون، المكسيك ملعب صلب W15 قرعة المباريات الفردية والزوجية                                       | لو بروليو 3–6، 6–4، 5–1، انسحب                                    | ماريا كاميلا أوسوريو سيرانو                          | تشيسا هوسونوميا إميلي أبلتون         | كارولينا بيرانكوفا كيرستن-أندريا ويدون ليا ما داشا إيفانوفا                     |
| 11 مارس | كانكون، المكسيك ملعب صلب W15 قرعة المباريات الفردية والزوجية                                       | إميلي أبلتون ماريا خوسيه بورتيو راميريز 7–6(7–4)، 6–4             | داشا إيفانوفا ألكسندرا بيربر                         | تشيسا هوسونوميا إميلي أبلتون         | كارولينا بيرانكوفا كيرستن-أندريا ويدون ليا ما داشا إيفانوفا                     |
| 11 مارس | طبرقة، تونس ملعب ترابي W15 قرعة المباريات الفردية والزوجية                                         | ماليني هيلغو 6–1، 3–6، 7–5                                        | داريا لوديكوفا                                       | مارتينا سبيراغلي روزا فيسينس ماس     | ليزا بونومار مارجريتا لازاريفا جولييت ستور ميلاني ستوك                          |
| 11 مارس | طبرقة، تونس ملعب ترابي W15 قرعة المباريات الفردية والزوجية                                         | فانسين ريمي ماري تيمين 6–4، 6–4                                   | آنا لانتيغوا دي لا نويز ألمودينا سانز-يانزا فرنانديز | مارتينا سبيراغلي روزا فيسينس ماس     | ليزا بونومار مارجريتا لازاريفا جولييت ستور ميلاني ستوك                          |
| 11 مارس | أنطاليا، تركيا ملعب ترابي W15 قرعة المباريات الفردية والزوجية                                      | فيكتوريا ديميا 4–6، 6–2، 6–1                                      | مارينا شيرنيشوفا                                     | غيرغانا توبالوفا ماغدالينا بانتشكوفا | كايسا هينيمان ليزا ماتفيينكو إيبيك أوز شارلوت رويمر                             |
| 11 مارس | أنطاليا، تركيا ملعب ترابي W15 قرعة المباريات الفردية والزوجية                                      | كايسا هينيمان ميليسا ياسار 0–1، انسحب                             | فيكتوريا ديميا أدريان ناغي                           | غيرغانا توبالوفا ماغدالينا بانتشكوفا | كايسا هينيمان ليزا ماتفيينكو إيبيك أوز شارلوت رويمر                             |
| 11 مارس | أركاديا، الولايات المتحدة ملعب صلب W15 قرعة المباريات الفردية والزوجية                             | هانا تشانغ 7–5، 6–1                                               | إليزابيث ماندليك                                     | باميلا مونتيز ناتاشا سوبهاش          | آلي ويل سافانا برودوس سارة لي هوريكان تيرا بلاك                                 |
| 11 مارس | أركاديا، الولايات المتحدة ملعب صلب W15 قرعة المباريات الفردية والزوجية                             | برين بورين سارة لي 6–2، 6–4                                       | باميلا مونتيز ماديسون ويستبي                         | باميلا مونتيز ناتاشا سوبهاش          | آلي ويل سافانا برودوس سارة لي هوريكان تيرا بلاك                                 |
| 18 مارس | ACT ملعب ترابي Court International كانبرا، أستراليا ملعب ترابي W25 قرعة المباريات الفردية والزوجية | ديستاني أيافا 6–2، 6–2                                            | ريسا أوزاكي                                          | إري هوزمي أوليفيا روجوفسكا           | ماديسون إنجليس كايللا مكفي ليلى آني فرنانديز كاتارينا كيرلاخ                    |
| 18 مارس | ACT ملعب ترابي Court International كانبرا، أستراليا ملعب ترابي W25 قرعة المباريات الفردية والزوجية | نايكثا بينز تيريزا ميهاليكوفا 4–6، 2–6، [4–10]                    | ديستاني أيافا إيلين بيريز                            | إري هوزمي أوليفيا روجوفسكا           | ماديسون إنجليس كايللا مكفي ليلى آني فرنانديز كاتارينا كيرلاخ                    |
| 18 مارس | كوريتيبا، البرازيل ملعب ترابي W25 قرعة المباريات الفردية والزوجية                                  | جاسمين باوليني 4–6، 4–6، 2–6                                      | آنا بوندار                                           | لويزا شيريكو جاكلين كريستيان         | فارفارا غراتشيفا جوليا غرابهير كلوي باكيوت إيكاترين جورجودزي                    |
| 18 مارس | كوريتيبا، البرازيل ملعب ترابي W25 قرعة المباريات الفردية والزوجية                                  | باولا كريستينا غونسالفيس لويزا ستيفاني 7–6(7–3)، 6–7(0–7)، [2–10] | إيكاترين جورجودزي دانييلا سيغيل                      | لويزا شيريكو جاكلين كريستيان         | فارفارا غراتشيفا جوليا غرابهير كلوي باكيوت إيكاترين جورجودزي                    |
| 18 مارس | Kōfu International Open كوفو (ياماناشي)، اليابان ملعب صلب W25 قرعة المباريات الفردية والزوجية      | لي هوا-تشن 7–6(7–4)، 3–6، 4–6                                     | ستيفاني فاغنر                                        | جوليا جاتو مونتيكوني لو جينغجينغ     | داريا لوباتيكا موموكو كوبوري مايو هيبي ميهارو إيمانيشي                          |
| 18 مارس | Kōfu International Open كوفو (ياماناشي)، اليابان ملعب صلب W25 قرعة المباريات الفردية والزوجية      | تشانغ كاي تشن شو تشينغ ون 6–1، 6–3                                | إيمينا بيكتاس تارا مور                               | جوليا جاتو مونتيكوني لو جينغجينغ     | داريا لوباتيكا موموكو كوبوري مايو هيبي ميهارو إيمانيشي                          |
| 18 مارس | شيامن، الصين ملعب صلب W15 قرعة المباريات الفردية والزوجية                                          | كلارا تاوسون 2–6، 6–3، 6–2                                        | قوه ميكي                                             | ليو تشانغ أوديس تشونغ                | نيكا كوخارشك صن زيو أيومي كوشيشي هيمينو ساكاتسومي                               |
| 18 مارس | شيامن، الصين ملعب صلب W15 قرعة المباريات الفردية والزوجية                                          | صن زوليو تشاو شيانشيان 6–4، 6–4                                   | تانغ تشيانهوى زانغ يينغ                              | ليو تشانغ أوديس تشونغ                | نيكا كوخارشك صن زيو أيومي كوشيشي هيمينو ساكاتسومي                               |
| 18 مارس | شرم الشيخ، مصر ملعب صلب W15 قرعة المباريات الفردية والزوجية                                        | جوليا واشازيك 6–3، 6–2                                            | أندي دي فرومي                                        | أناستازيا فدوفينكو سيمونا والترت     | جاكلين كاباج أواد باربورا ماتوسوفا آنا كوباريفا لينا لوتزيير                    |
| 18 مارس | شرم الشيخ، مصر ملعب صلب W15 قرعة المباريات الفردية والزوجية                                        | أنجلينا جابويفا جوليا واشازيك 7–5، 7–6(7–5)                       | لينييا مالمكفيست ألينا سيليتش                        | أناستازيا فدوفينكو سيمونا والترت     | جاكلين كاباج أواد باربورا ماتوسوفا آنا كوباريفا لينا لوتزيير                    |
| 18 مارس | لو هافر، فرنسا ملعب ترابي (داخلي) W15 قرعة المباريات الفردية والزوجية                              | أماندا كاريراس 4–6، 6–3، 6–1                                      | إيميلين دارترون                                      | إليونورا مولينارو مالوري نويل        | مانو أركانجيولي يانا مورديغر ألبا كارييو مارين ليزا سابينو                      |
| 18 مارس | لو هافر، فرنسا ملعب ترابي (داخلي) W15 قرعة المباريات الفردية والزوجية                              | تايسييا مورديغر يانا مورديغر 6–4، 6–3                             | إليونورا مولينارو سفينجا أوشسنر                      | إليونورا مولينارو مالوري نويل        | مانو أركانجيولي يانا مورديغر ألبا كارييو مارين ليزا سابينو                      |
| 18 مارس | كانكون، المكسيك ملعب صلب W15 قرعة المباريات الفردية والزوجية                                       | بايج هوورجين 6–4، 6–3                                             | ماريا كاميلا أوسوريو سيرانو                          | لو بروليو ماجالي كيمبين              | ألكسندرا ميخائيلوك باميلا مونتيز مونتسيرات غونزاليس داشا إيفانوفا               |
| 18 مارس | كانكون، المكسيك ملعب صلب W15 قرعة المباريات الفردية والزوجية                                       | لو بروليو تيس سجنو 6–4، 6–3                                       | بايج هوورجين رشيدة مكدوو                             | لو بروليو ماجالي كيمبين              | ألكسندرا ميخائيلوك باميلا مونتيز مونتسيرات غونزاليس داشا إيفانوفا               |
| 18 مارس | طبرقة، تونس ملعب ترابي W15 قرعة المباريات الفردية والزوجية                                         | ميريام بيوركلاند 6–3، 6–2                                         | شانتال شكاملوفا                                      | ماليني هيلجو ميلاني ستوك             | آنا لانتيجوا دي لا نويز ماري تيمين أوانا جورجيتا سيميون جولييت ستوير            |
| 18 مارس | طبرقة، تونس ملعب ترابي W15 قرعة المباريات الفردية والزوجية                                         | أوانا جافريلا مارتينا سبيجاريلي 7–5، 3–6، [10–8]                  | أوانا جورجيتا سيميون شانتال شكاملوفا                 | ماليني هيلجو ميلاني ستوك             | آنا لانتيجوا دي لا نويز ماري تيمين أوانا جورجيتا سيميون جولييت ستوير            |
| 18 مارس | أنطاليا، تركيا ملعب ترابي W15 قرعة المباريات الفردية والزوجية                                      | سيوني مينديز 6–4، 6–0                                             | لينا جيورشيسكا                                       | شارلوت رومير كريستينا دينو           | كريستينا إيني بيتيا أرشينكوفا إيبك أوز زينيا كنول                               |
| 18 مارس | أنطاليا، تركيا ملعب ترابي W15 قرعة المباريات الفردية والزوجية                                      | داريا ميشينا كسينيا ألكان 6–3، 3–6، [12–10]                       | كريستينا دينو لينا جيورشيسكا                         | شارلوت رومير كريستينا دينو           | كريستينا إيني بيتيا أرشينكوفا إيبك أوز زينيا كنول                               |
| 25 مارس | أوبن دو سين-إي-مارن كرويسي-بويبورغ، فرنسا ملعب صلب (داخلي) W60 فردي – زوجي                         | فيتاليا دياتشينكو 6–2، 6–3                                        | روبن أندرسون                                         | تيريزا سميتكوفا هارييت دارت          | مارينا زانيفسكا فيكتوريا توموفا ميرتل جورج لورا-إيوانا بار                      |
| 25 مارس | أوبن دو سين-إي-مارن كرويسي-بويبورغ، فرنسا ملعب صلب (داخلي) W60 فردي – زوجي                         | هارييت دارت ليسلي كيرخوف 6–3، 6–2                                 | سارة بيث غري إيدن سيلفا                              | تيريزا سميتكوفا هارييت دارت          | مارينا زانيفسكا فيكتوريا توموفا ميرتل جورج لورا-إيوانا بار                      |
| 25 مارس | ACT ملعب ترابي الملعب الدولي كانبرا، أستراليا ملعب ترابي W25 قرعة المباريات الفردية والزوجية       | أوليفيا روجوفسكا 7–6(8–6)، 6–3                                    | بريسيلا هون                                          | ميهارو إيمنشي آبي مايرز              | تشالا بويوكاكاتشاي إري هوزمي ليلاه آني فرنانديز إرينا براء                      |
| 25 مارس | ACT ملعب ترابي الملعب الدولي كانبرا، أستراليا ملعب ترابي W25 قرعة المباريات الفردية والزوجية       | أليسون باي جايمي فورليس 6–2، 6–2                                  | نايكثا بينز تيريزا ميهاليكوفا                        | ميهارو إيمنشي آبي مايرز              | تشالا بويوكاكاتشاي إري هوزمي ليلاه آني فرنانديز إرينا براء                      |
| 25 مارس | كامبيناس، البرازيل ملعب ترابي W25 قرعة المباريات الفردية والزوجية                                  | دانكا كوفينتش 6–2، 3–6، 6–3                                       | جوليا جربهر                                          | جيسيكا بييري مارتينا دي جوزيبي       | إيكاترين جورجودزي إليتسا كوستوفا رالوكا شيربان جاسمين باوليني                   |
| 25 مارس | كامبيناس، البرازيل ملعب ترابي W25 قرعة المباريات الفردية والزوجية                                  | دانكا كوفينتش لورا بيجوسي 6–3، 6–2                                | كارولينا ألفيس غابرييلا سي                           | جيسيكا بييري مارتينا دي جوزيبي       | إيكاترين جورجودزي إليتسا كوستوفا رالوكا شيربان جاسمين باوليني                   |
| 25 مارس | بولا، إيطاليا ملعب ترابي W25 قرعة المباريات الفردية والزوجية                                       | جيل تيخمان 7–6(7–3)، 6–0                                          | كاجا جوفان                                           | فيكتوريا كان ماريام بولكفادزي        | لوكريتسيا ستيفانيني إيوانا لوريدانا روسكا فالينتينا إيفاخنينكو ستيفانيا روبييني |
| 25 مارس | بولا، إيطاليا ملعب ترابي W25 قرعة المباريات الفردية والزوجية                                       | ألينا فومينا فالينتينا إيفاخنينكو 7–5، 3–6، [10–8]                | كريستينا دينو ريكا لوكا جاني                         | فيكتوريا كان ماريام بولكفادزي        | لوكريتسيا ستيفانيني إيوانا لوريدانا روسكا فالينتينا إيفاخنينكو ستيفانيا روبييني |
| 25 مارس | كوفو، اليابان ملعب صلب W25 قرعة المباريات الفردية والزوجية                                         | جوليا جاتو مونتيكوني 6–2، 6–1                                     | لارا سالدن                                           | موموكو كوبوري مايو هيبي              | هان نا لاي ساندرا سمير أرينا روديونوفا تشانغ يوكسوان                            |
| 25 مارس | كوفو، اليابان ملعب صلب W25 قرعة المباريات الفردية والزوجية                                         | تشانغ كاي تشن شو تشينغ ون 6–3، 6–4                                | زون فانجينج يو إكسياودي                              | موموكو كوبوري مايو هيبي              | هان نا لاي ساندرا سمير أرينا روديونوفا تشانغ يوكسوان                            |
| 25 مارس | شرم الشيخ، مصر ملعب صلب W15 قرعة المباريات الفردية والزوجية                                        | آيبك سويلو 6–3، 6–3                                               | ناديا جيلكريست                                       | جاكلين كاباج أواد جوزال آينيتدينوفا  | إيكاترينا كازيونوڤا أناستاسيا كوليكوڤا إيما لين ميار شريف                       |
| 25 مارس | شرم الشيخ، مصر ملعب صلب W15 قرعة المباريات الفردية والزوجية                                        | جاكلين كاباج أواد آيبك سويلو 6–2، 6–4                             | جوزال آينيتدينوفا إيكاترينا كازيونوڤا                | جاكلين كاباج أواد جوزال آينيتدينوفا  | إيكاترينا كازيونوڤا أناستاسيا كوليكوڤا إيما لين ميار شريف                       |
| 25 مارس | تل أبيب، إسرائيل صلب W15 قرعة الفردي والزوجي                                                       | كورينا دينتوني 6–4، 6–3                                           | إيما رادوكانو                                        | لينا جلوشكو فلادا إكشيباروفا         | ساكورا هوسوجي فيكتوريا مورفايُوڤا شيلي بيرزنياك ماريانا زاكارليوك                |
| 25 مارس | تل أبيب، إسرائيل صلب W15 قرعة الفردي والزوجي                                                       | فلادا إكشيباروفا داريا كروجكوفا 6–3، 6–2                          | ميريل هودت آنا سيسكوفا                               | لينا جلوشكو فلادا إكشيباروفا         | ساكورا هوسوجي فيكتوريا مورفايُوڤا شيلي بيرزنياك ماريانا زاكارليوك                |
| 25 مارس | كانكون، المكسيك صلب W15 قرعة الفردي والزوجي                                                        | مونتسيرات غونزاليس 6–7(2–7)، 6–1، 6–3                             | إميلي أبلتون                                         | بايج هوريجان كارسون برانستين         | فلاديسا بابيتش لو بريلوا كارولينا برانكوفا ماريا جوزي بورتيو راميريز            |
| 25 مارس | كانكون، المكسيك صلب W15 قرعة الفردي والزوجي                                                        | فلاديسا بابيتش بايج هوريجان 6–4، 6–3                              | كارولينا برانكوفا لارا إسكوريزا                      | بايج هوريجان كارسون برانستين         | فلاديسا بابيتش لو بريلوا كارولينا برانكوفا ماريا جوزي بورتيو راميريز            |
| 25 مارس | طبرقة، تونس ترابية W15 قرعة المباريات الفردية والزوجية                                             | داريا لوديکوفا 6–4، 6–2                                           | أوانا جافريلا                                        | لودميلا بنشايخ أليس رامي             | مالين هيلغو جولييت شتور ياسمين منصوري ساتسوكي كويكي                             |
| 25 مارس | طبرقة، تونس ترابية W15 قرعة المباريات الفردية والزوجية                                             | نيكول جاديينت كيارا شول 7–5، 7–5                                  | ناجومي هيغاشيتاني ساتسوكي كويكي                      | لودميلا بنشايخ أليس رامي             | مالين هيلغو جولييت شتور ياسمين منصوري ساتسوكي كويكي                             |
| 25 مارس | أنطاليا، تركيا ملعب ترابي W15 قرعة المباريات الفردية والزوجية                                      | سيوون مينديز 7–5، 7–6(7–3)                                        | يوكي نايتو                                           | جوهانا ماركوفا داريا ميشينا          | أندريا بريساكارو نيكا راديشيش فاني أوستلوند شارلوت رومر                         |
| 25 مارس | أنطاليا، تركيا ملعب ترابي W15 قرعة المباريات الفردية والزوجية                                      | جوهانا ماركوفا نيكا راديشيش 6–0، 6–0                              | إلينا ملايجينا بارك سو هيون                          | جوهانا ماركوفا داريا ميشينا          | أندريا بريساكارو نيكا راديشيش فاني أوستلوند شارلوت رومر                         |

## روابط خارجية
- "10،600 لاعبة، 1135 حدثًا: جولة الاتحاد الدولي لكرة المضرب العالمية للسيدات لعام 2023 بالأرقام". الاتحاد الدولي لكرة المضرب. اطلع عليه بتاريخ 2024-01-02.
- "أجندة جولة الاتحاد الدولي لكرة المضرب العالمية للسيدات". الاتحاد الدولي لكرة المضرب. اطلع عليه بتاريخ 2024-01-02.
- الاتحاد الدولي لكرة المضرب